# Jonas Sandell (Skispringer)
Jonas Sloth Sandell (geboren am 12. Februar 1995) ist ein ehemaliger norwegischer Skispringer schwedischer Herkunft.

## Werdegang
Zu Beginn seiner Laufbahn trat Jonas Sandell unter schwedischer Flagge an und ab 2013 in ersten Wettbewerben unter dem Dach der Fédération Internationale de Ski international in Erscheinung. Bei den Nordischen Junioren-Skiweltmeisterschaften 2014 im italienischen Predazzo trat er im Einzelwettkampf von der Normalschanze an, in dem er den 51. Platz erreichte. Am 1. März 2014 gab er im Rahmen der Saison 2013/14 mit einem 48. Rang von der Normalschanze in Falun sein Debüt im Skisprung-Continental-Cup.
Sandell nahm an den Nordischen Junioren-Skiweltmeisterschaften 2015 im kasachischen Almaty teil und wurde 50. im Wettbewerb von der Normalschanze. Wenige Wochen später scheiterte er bei den Nordischen Skiweltmeisterschaften 2015 in Falun sowohl im Einzelspringen von der Normalschanze als auch in dem von der Großschanze an der Qualifikation für den Wettkampf. Im Teamwettbewerb von der Großschanze belegte er gemeinsam mit Simon Eklund, Christian Inngjerdingen und Carl Nordin den 13. Platz.
Mit dem Winter 2015/16 wechselte Sandell zum norwegischen Skiverband. In der Saison 2016/17 sprang er auf der Großen Olympiaschanze in Garmisch-Partenkirchen am 14. Januar 2017 auf den 27. Platz und erzielte damit seine ersten Punkte im Skisprung-Continental-Cup. In diesem Winter gelang es ihm, noch in drei weiteren Wettkämpfen die Punkteränge zu erreichen. Am Saisonende lag er auf dem 157. Rang im Gesamt-Continental-Cup. In der Saison 2017/18 steigerte er sich auf den 123. Platz.
Im Oktober 2019 trat er letztmals international an.

## Statistik

### Continental-Cup-Platzierungen
| Saison  | Sommer | Sommer | Winter | Winter | Gesamt | Gesamt |
| Saison  | Platz  | Punkte | Platz  | Punkte | Platz  | Punkte |
| ------- | ------ | ------ | ------ | ------ | ------ | ------ |
| 2016/17 | —      | —      | 128.   | 0008   | 157.   | 0008   |
| 2017/18 | 107.   | 0001   | 092.   | 0021   | 123.   | 0022   |